# Zahanaua, Prahova
Zahanaua este un sat în comuna Târgșoru Vechi din județul Prahova, Muntenia, România.
Zalhanaua provine de la cuvântul zalhana, care înseamnă „restaurant în care se prepară și se servesc anumite mâncăruri din carne friptă de oaie”. În anul 1893 apare „Dicționarul Geografic al județului Prahova”, care menționează despre satul Zahanaua (denumit atunci Zalhanaua), pe râul Leaotu, cu o populație de 56 de locuitori. Satul făcea pe atunci parte din comuna Negoești, plasa Târgșorul. În 1968, comuna Negoești s-a desființat, iar satul Zahanaua a trecut la comuna Târgșoru Vechi.